# モーリュ
モーリュ（古希: Μῶλυ、古代ギリシア語ラテン翻字: Mō̃lu）は、ギリシア神話に登場する薬草である。
『オデュッセイア』によると、オデュッセウスが帰国の旅でアイアイエー島に上陸した際、島に住む魔女キルケーはオデュッセウスの部下たちに毒を混ぜた飲み物を飲ませ、杖で打って豚に変えてしまった。オデュッセウスはこのことを逃げてきた部下のエウリュロコスから聞き、キルケーの館に向かった。そのときヘルメースが現れてオデュッセウスにモーリュという薬草を与え、キルケーの魔法を防ぐ方法を授けた。そこでオデュッセウスはキルケーのところに行き、出された飲み物にモーリュを入れて飲み、キルケーの魔法を防いだ。
このモーリュは芸香とも、野生のシクラメンとも、ニンニクの1種ともいわれる。